# Чемпіонат Азії та Океанії з хокею із шайбою серед юніорів 1993
Чемпіонат Азії та Океанії з хокею із шайбою серед юніорів 1993 — 10-й розіграш чемпіонату Азії та Океанії з хокею серед юніорських команд. Чемпіонат приймала столиця Південної Кореї Сеул. Турнір проходив з 6 по 12 березня 1993 року.

## Підсумкова таблиця
| М | Команда        | І | В | Н | П | ШЗ | ШП  | Різ  | О |
| - | -------------- | - | - | - | - | -- | --- | ---- | - |
|   | Казахстан      | 4 | 4 | 0 | 0 | 88 | 0   | +88  | 8 |
|   | Японія         | 4 | 3 | 0 | 1 | 65 | 9   | +56  | 6 |
|   | Південна Корея | 4 | 2 | 0 | 2 | 31 | 24  | +7   | 4 |
| 4 | КНР            | 4 | 1 | 0 | 3 | 26 | 27  | -1   | 2 |
| 5 | Австралія      | 4 | 0 | 0 | 4 | 1  | 151 | –150 | 0 |

## Результати
- Південна Корея 26 – 1  Австралія
- КНР 0 – 13  Казахстан
- Південна Корея 0 – 11  Казахстан
- Японія 43 – 0  Австралія
- Японія 11 – 0  КНР
- Австралія 0 – 57  Казахстан
- Південна Корея 3 – 1  КНР
- Японія 0 – 7  Казахстан
- Південна Корея 2 – 11  Японія
- КНР 25 – 0  Австралія